# Burg Weißenegg
Die Burg Weißenegg ist eine Spornburg auf einem bewaldeten Felsvorsprung über dem Griffener Tal nordöstlich von Ruden in Kärnten. Die in der ersten Hälfte des 12. Jahrhunderts erbaute Zwillingsburg ist teilweise verfallen, die Reste des Bauwerks stehen unter Denkmalschutz. 

## Geschichte
In den österreichischen Ländern gab es insgesamt vier Burgen des Namens Weißenegg, davon war die Burg bei Ruden wahrscheinlich das Stammschloss der Weißenegger. Der älteste bekannte Abkömmling des Geschlechts der Weißenegger soll Wülfing von Wizzeneck gewesen sein, der um etwa 1120 gelebt haben soll. Die Burg wurde urkundlich 1243 erstmals als dominus de Wizenekke erwähnt. Dietmar von Weißenegg, ein Ministeriale des Bistums Bamberg, scheint zwischen 1244 und 1263 mehrmals in Urkunden auf. Die Weißenegger waren im 13. und 14. Jahrhundert eine bedeutende Adelsfamilie in Kärnten, sie stellten mehrere Bischöfe und waren auch militärisch tätig. Vom Jahr 1300 an war Weißenegg Sitz eines Landgerichtes, zu dem auch Ruden gehörte. 1332 wurde der Besitz an die Herren von Walsee verkauft. Eberhard von Walsee († 1363), der ohne Nachkommen geblieben war, vererbte Burg und Herrschaft seinen Vettern Ulrich und Hermann I. von Cilli. Die Grafen von Cilli blieben bis 1425 auf Weißenegg, dann tauschte Hermann II. von Cilli mit dem Bistum Bamberg Weißenegg und Hartneidstein gegen die Herrschaft Mauthenberg (Hohenmauthen/Muta) ein. Weißenegg blieb bis 1759 bambergisch, dann verkaufte das Bistum seine Güter in Kärnten an das Kaisertum Österreich. Die Burg war zu diesem Zeitpunkt bereits verlassen. 1775 erwarb Maximilian Thaddäus Freiherr von Egger die Burg, die von da an über ein Jahrhundert lang im Besitz seiner Nachkommen blieb. 1885 kauften die Freiherren Ferdinand und Karl Helldorf den Besitz, 1936 gingen die ausgedehnten Wälder mit der Ruine an die Industriellenfamilie Leitgeb aus Kühnsdorf über, die bis heute Eigentümer ist.

## Baubeschreibung
Von der einst ausgedehnten Burganlage sind noch beachtliche Reste vorhanden, die auf einem stark bewaldeten Felsvorsprung liegen, deren Gebäude aber die Baumwipfel überragen und weithin sichtbar sind. Bergseitig findet sich ein Rundturm aus dem 13. Jahrhundert, der bis zu zwei Meter starke Mauern aufweist. Diese Anlage war zuerst errichtet worden, sie diente später als Vorburg. Nordwestlich davon und durch einen tiefen Graben davon getrennt befindet sich die erst im 16. Jahrhundert über einem rechteckigen Grundriss errichtete Hauptburg. Sie wurde durch einen äußeren Burghof hufeisenförmig umfasst. Im Westen der Anlage liegt der Palas, dessen Außenmauern bis zum dritten Stockwerk erhalten sind. Im Innenhof befinden sich die Reste eines Brunnens.
Die verbliebenen Gebäude wurden in jüngerer Vergangenheit von Bewuchs befreit, saniert und mit neuen Dächern versehen.